# Equipo de Copa Davis de Eslovaquia
El Equipo de Copa Davis de Eslovaquia representa a la República Eslovaca en la competición de tenis conocida como la Copa Davis.Su organización está a cargo de la Asociación Eslovaca de Tenis.

## Historia
El equipo de copa Davis de Eslovaquia participa en la competición desde 1994.Antes de ese año,los jugadores eslovacos representaban a Checoslovaquia.
Su mejor resultado se produjo en el año 2005,donde alcanzó la final de la competición por primera vez en su historia,en la cual perdió ante Croacia por 3-2.Para llegar a la final, Eslovaquia venció a potencias como España y Argentina.Cabe destacar que en todo el año, el equipo eslovaco disputó de local todas sus series.

## Actualidad
En 2008, Eslovaquia debutó en segunda ronda del Grupo Europa/África I ante Georgia en Bratislava sobre canchas lentas. En el último año de Dominik Hrbaty, una de las máximas figuras de la historia del tenis eslovaco, el equipo triunfó claramente por 4-1. Así ganó un lugar para luchar por el ascenso al Grupo Mundial.
En septiembre recibió por el repechaje a Serbia en Bratislava sobre canchas duras. En lo que fue la última serie de Hrbaty para el equipo eslovaco, fue poco lo que pudieron hacer los locales ante el equipo liderado por Novak Djokovic. La serie finalizó 4-1 en favor de los serbios.
Eslovaquia permanacerá en el Grupo Europa/África I en 2009 y debutará en segunda ronda ante Italia.

### Plantel
| Jugador         | Individuales | Dobles |
| --------------- | ------------ | ------ |
| Dominik Hrbaty  | 1 - 1        |        |
| Lukáš Lacko     | 1 - 3        |        |
| Michal Mertinak |              | 1 - 1  |
| Filip Polášek   | 1 - 0        | 1 - 1  |

- Datos: Q1614168